# Mechanosenzitivní iontové kanály

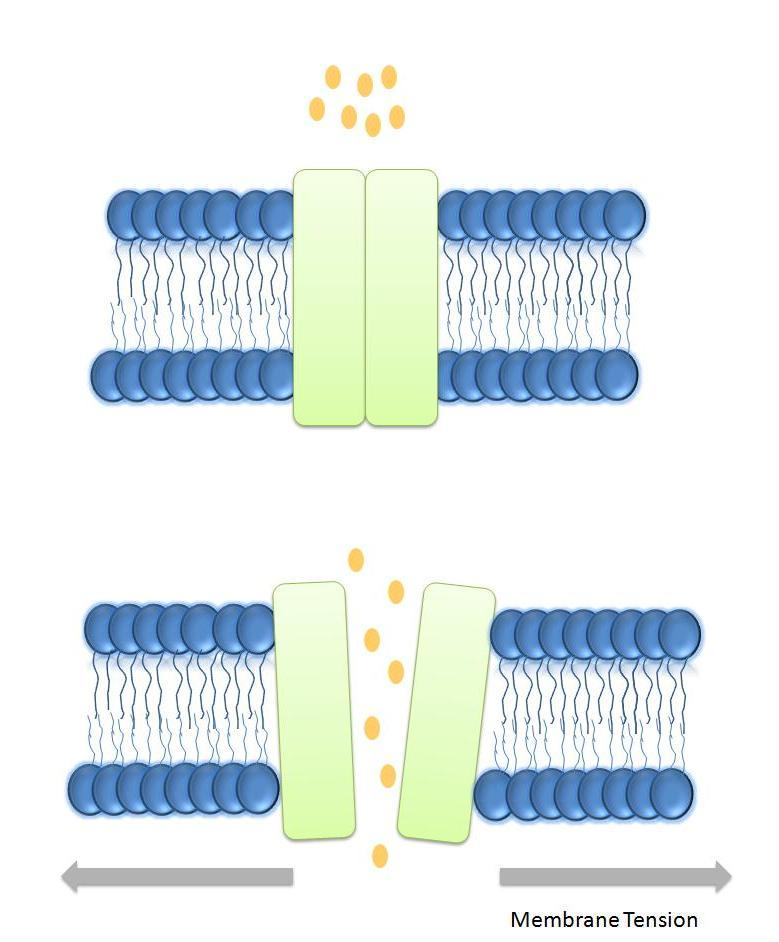
„Intrinsic model“ otvírání MSC. Napětí v membráně způsobí naklonění transmembránových domén kanálu. Změna konformace cytoplazmatické domény pak vyvolá změnu iontové propustnosti.

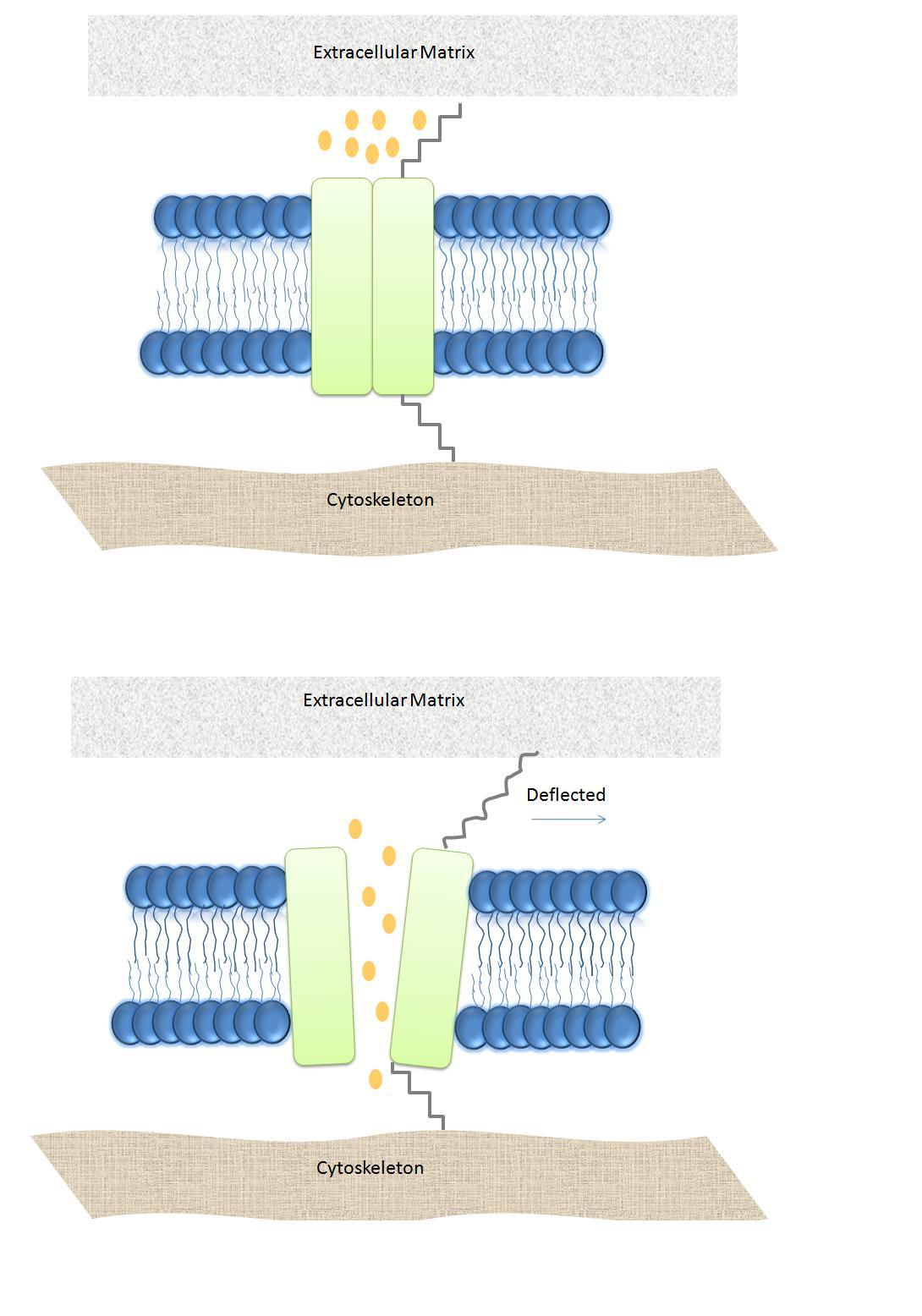
„Trapdoor model“ otvírání MSC. Mechanické napětí je na kanál přenášeno skrze vlákno cytoskeletu připojeného k jiné pohyblivé struktuře.

Mechanosenzitivní iontové kanály (zkratka MSC z angl. mechanosensitive (ion) channel) jsou typem iontových kanálů, které mění svoji konformaci a propustnost pro ionty v reakci na mechanické podráždění.

## Mechanizmy otevírání kanálů
Byly popsány dva mechanizmy, kterými je mechanický signál převeden na konformační změnu bílkovinné membránové struktury.
- Tzv. „intrinsic model“ vychází přímo z podráždění membrány, ve které je kanál „usazený“. Tlak cytoplazmy způsobuje natažení membrány, které vyvolá posun transmembránových domén kanálu, a tím změnu propustnosti pro ionty (viz Obr. 1). Tyto kanály využívají například bakterie pro zajištění stálého objemu cytoplazmy v hypotonickém prostředí.[2]
- Otevírání MSC na základě tzv. „trapdoor model“ je zajištěno vláknem cytoskeletu nebo mezibuněčnou hmotou připojených k některé z domén kanálu. Tímto způsobem se ovírají například kanály TRPA1, které se nachází v membráně vláskových buněk Cortiho orgánu ve vnitřním uchu. Tyto buňky fungují jako vlastní senzorický orgán, který umožňuje obratlovcům slyšet. Při procesu slyšení prochází zvukové vlny zvukovodem k bubínku a přes kůstky středního ucha jsou převedeny na vibrace kapaliny v kanálku ve vnitřním uchu. Tato kapalina prostřednictvím membrány na spodní straně kanálku (bazilární membrány) ohýbá vláskové buňky Cortiho orgánu. Kanály TRPA1 jedné buňky jsou vláknem připojeny k cytoskeletu sousední buňky. Při jejich ohybu buněk se vlákno napíná, a tím otvírá iontový kanál. Tímto kanálem začnou do buňky proudit kationty, což způsobí depolarizaci membrány a iniciaci nervového vzruchu, který putuje do sluchového centra v mozku.[3]

## MSC prokaryot
Pro výzkum MSC se tradičně využívá technika patch-clamp. Ta umožňuje zjistit velikost elektrického proudu, který generuje tok iontů procházejících iontovým kanálem. Na základě velikosti tohoto proudu byly u bakterií určeny tři typy MSC - MscL (Large-Conductance Mechanosensitive Channels), MscS (Small-Conductance MSC) a MscM (Mini-Conductance MSC). Čtvrtým typem jsou kanály MscK, které jsou specifické pro ionty draslíku. Nejlépe probádanou je struktura kanálu MscL. Tento kanál, vyskytující se výhradně u prokaryot, je pentamer, kde se každá podjednotka skládá ze dvou transmembránových domén. Změna vnějšího napětí se projeví otevřením póru o průměru 3 nm, kterým mohou procházet anionty a kationty. Otevření už jediného (z přibližně tisíce kanálů nacházejících se v celé membráně) vede k zaznamenatelné změně ve vnitřním prostředí buňky. Samovolnému otevření kanálu brání vysoká hodnota aktivační energie (přibližně 125 kJ/mol), nutná pro změnu jeho konformace.

## MSC eukaryot
Eukaryotní MSC se dělí do dvou skupin na základě iontové selektivity. První skupinou jsou kationtové kanály, mezi něž se řadí kanály Piezo, TRP a DEG/EnaC. Druhý typ je charakteristický svou specifitou pro draslíkové kationty a dvěma pórovými doménami - sem patří například kanály TREK a TRAAK. MSC se u eukaryot nachází především v membránách neuronů, ale také v orgánech, které při vykonávání své funkce musí měnit objem, jako jsou plíce, močový měchýř nebo srdce. Výše zmíněný kanál TRPA1 z vláskových buněk vnitřního ucha patří do rodiny kanálů TRP.

## Význam
Buňky využívají MSC k rozličným účelům. Kromě již zmíněné osmoregulace u prokaryot a sluchu obratlovců slouží také jako receptory dotyku, mechanosenzory v srdečním svalu, a dokonce i jako čidla tepla a chladu v senzorických neuronech kůže. Abnormální funkce MSC je spojena s některými typy srdečních arytmií a kardiomyopatií u pacientů se svalovou dystrofií, hypertenzí a polycystickou chorobou ledvin. Díky své lokalizaci na membráně neuronů v centrální nervové soustavě jsou také ideálním cílem celkových anestetik. MSC z rodiny Piezo byly nalezeny na membránách receptorů bolesti, a existuje tedy potenciálně zajímavá možnost jejich ovlivnění pomocí nových typů analgetik.